# Liste der Biografien/Werr
Liste der Biografien |
Portal Biografien |
Personensuche
# |
A |
B |
C |
D |
E |
F |
G |
H |
I |
J |
K |
L |
M |
N |
O |
P |
Q |
R |
S |
T |
U |
V |
W |
X |
Y |
Z |
?
 
Wa |
Wc |
Wd |
We |
Wh |
Wi |
Wj |
Wl |
Wn |
Wo |
Wr |
Ws |
Wt |
Wu |
Ww |
Wy |
Wz
 
Wea |
Web |
Wec |
Wed |
Wee |
Wef |
Weg |
Weh |
Wei |
Wej |
Wek |
Wel |
Wem |
Wen |
Weo |
Wep |
Wer |
Wes |
Wet |
Weu |
Wev |
Wew |
Wex |
Wey |
Wez
 
Wera |
Werb |
Werc |
Werd |
Were |
Werf |
Werg |
Werh |
Weri |
Werj |
Werk |
Werl |
Werm |
Wern |
Wero |
Werp |
Werr |
Wers |
Wert |
Weru |
Werv |
Werw |
Wery |
Werz
Die Liste der Biografien führt alle Personen auf, die in der deutschsprachigen Wikipedia einen Artikel haben. Dieses ist eine Teilliste mit 33 Einträgen von Personen, deren Namen mit den Buchstaben „Werr“ beginnt.

## Werr
- Werr, Antonia (1813–1868), Ordensgründerin
- Werr, Florian (1851–1917), deutscher katholischer Pfarrer, Politiker und Publizist
- Werr, Joseph (1874–1945), deutscher Jurist und Politiker (Zentrum), MdR
- Werr, Sebastian (* 1969), deutscher Musikwissenschaftler

### Werra
- Werra, Camille de (1814–1875), Schweizer Politiker
- Werra, Franz von (1914–1941), deutscher Jagdflieger und flüchtiger Kriegsgefangener
- Werra, Otto (1887–1968), Landrat des Kreises Meschede (1927–1933)
- Werrason (* 1965), kongolesischer Musiker

### Werre
- Werrecore, Matthias Hermann, franko-flämischer Komponist, Sänger und Kapellmeister der Renaissance
- Werremeier, Friedhelm (1930–2019), deutscher Schriftsteller und Drehbuchautor
- Werremeier, Stefani (* 1968), deutsche Ruderin
- Werren, Joachim (* 1948), deutscher Politiker (FDP)
- Werren, Joseph (1810–1881), nassauischer Beamter
- Werren, Otto W. (* 1949), deutscher Künstler
- Werren, Philip (* 1942), amerikanischer Komponist und Musikpädagoge
- Werres, Achim (* 1967), deutscher Brigadegeneral
- Werres, Anton (1830–1900), deutscher Bildhauer
- Werres, Birgit (* 1962), deutsche Bildhauerin und Zeichnerin
- Werres, Carl Anton (1785–1836), deutscher Arzt, Augenarzt, Physikus und Sachbuchautor
- Werres, Hermann-Josef (* 1958), deutscher Fußballspieler
- Werres, Walter (1929–2012), deutscher Erziehungswissenschaftler

### Werrl
- Werrlein, Wilhelm (1878–1956), deutscher Jurist und Politiker (BCSV, CDU)

### Werrm
- Werrmann, Jens (* 1985), deutscher Hürdenläufer

### Werro
- Werro, Audrey (* 2004), Schweizer Leichtathletin
- Werro, François Romain (1796–1876), Schweizer Politiker
- Werro, Franz (* 1957), Schweizer Rechtswissenschaftler
- Werro, Giuliana (* 1999), Schweizer Skilangläuferin
- Werro, Roland (1926–2018), Schweizer Maler, Zeichner und Plastiker
- Werro, Sebastian (1555–1614), Schweizer römisch-katholischer Geistlicher

### Werry
- Werry, Carl (1819–1868), deutscher Rechtsanwalt und Parlamentarier
- Werry, Elke (* 1957), deutsche Kunsthistorikerin und Filmemacherin
- Werry, Katrina (* 1993), australische Ruderin
- Werry, Tyler (* 1991), kanadischer Skirennläufer